# Hypselodelphys scandens
Hypselodelphys scandens là một loài thực vật có hoa trong họ Marantaceae. Loài này được Louis & Mullend. mô tả khoa học đầu tiên năm 1950.